# Leucoloma pusillum
Leucoloma pusillum är en bladmossart som beskrevs av Cardot in Grandidier 1915. Leucoloma pusillum ingår i släktet Leucoloma och familjen Dicranaceae. Inga underarter finns listade i Catalogue of Life.